# All-New X-Men
All-New X-Men è una serie a fumetti pubblicata dall'editore statunitense Marvel Comics dal 2012 al 2017 che ha preso il posto della precedente Uncanny X-Men come titolo principale delle serie dedicate agli X-Men. Le vicende narrate ruotano attorno al viaggio nel presente dei cinque X-Men originali e al loro confronto con le rispettive controparti interagendo non solo con la squadra clandestina di Ciclope ma anche con lo staff della Jean Grey School diretta da Wolverine.

## Storia editoriale
La serie All-New X-Men (vol. 1) esordì nel 2012 e venne pubblicata fino al 2015, interamente scritta da Brian Michael Bendis e disegnata principalmente da Stuart Immonen, David Marquez e Mahmud A. Asrar, per la durata di 41 numeri. La serie All-New X-Men (vol. 2) venne rilanciata nel 2016 all'interno del progetto editoriale All New All Different Marvel, interamente scritta da Dennis Hopeless e disegnata principalmente da Mark Bagley. Chiuse nel 2017 con il numero #19.

## Archi narrativi
- Gli eroi di domani (Yesterday's X-Men): Mentre Ciclope, Emma Frost e Magneto sono impegnati a salvare la giovane neo-mutante Eva Bell dalla polizia australiana, alla JGS Bestia è afflitto da atroci dolori e convinto di stare per morire, decide di intraprendere un viaggio nel passato reclutando i cinque X-Men originali. Portatili nel presente si fa aiutare dalla sua controparte giovane a trovare una soluzione che gli permetta di stabilizzare la sua mutazione, per evitare di morire e al contempo spera che rivedere il se stesso più giovane, faccia sì che Ciclope abbandoni i suoi propositi rivoluzionari, consegnandosi ai Vendicatori. In una località sconosciuta, intanto, Ciclope e gli altri sospettano che il contatto prolungato con la Fenice abbia alterato o addirittura menomato i loro poteri e decidono quindi di allenarsi nuovamente al loro uso, ma il manifestarsi dello pseudo-mutaforma Benjamin Deeds e del guaritore Christopher Muse, li spinge a entrare di nuovo in azione. Alla JGS i cinque giovani X-Men originali, sconcertati dall'aver appreso dell'omicidio di Xavier per mano di Ciclope, s'impadroniscono di un X-Jet partendo alla sua ricerca; lo trovano e con lui hanno un duro confronto, sia emotivo che ideologico, prima di ritornare alla scuola dove riescono infine a salvare Bestia facendo evolvere la sua mutazione allo stadio successivo; tuttavia durante il procedimento, la Giovane Jean Grey sfrutta la sua telepatia appena attivata per attingere ai ricordi che Bestia conserva di lei, venendo così a conoscenza del suo futuro nel dettaglio e rimanendo sotto shock. Al termine della giornata, il gruppo di Ciclope decide di insediarsi nella base canadese dismessa di Arma X e fondare la Nuova Scuola Xavier, mentre i cinque X-Men originali rimarranno nel presente sotto la supervisione di Shadowcat.
- Qui per restare[6] (Here to Stay): Incapace di sopportare gli sguardi di disapprovazione ovunque si giri, il giovane Ciclope prende in prestito la moto di Wolverine e si dirige in città per ispezionare il contenuto di una cassetta di sicurezza che aveva lasciato il suo sé più vecchio. L'intervento di Mystica che finge di essere Wolverine, gli evita di essere arrestato e i due si appartano per una chiacchierata su ciò che dovrebbe fare adesso che si trova nel futuro. Alla scuola intanto la giovane Jean Grey e gli altri cominciano l'addestramento con Shadowcat, e il giovane Angelo, sempre più spaventato, si allontana in volo con la sua controparte più anziana, sperando di riuscire a capire cosa lo abbia fatto cambiare, tanto da essere diventato tutta un'altra persona. Venuti a conoscenza dell'operato di Bestia, i Vendicatori fanno visita alla JGS, mentre il giovane Angelo accede al laboratorio in cui è custodita la macchina temporale, con lo scopo di tornare indietro nel tempo, prima di venire fermato da Jean, che telepaticamente lo obbliga a dimenticare l'accaduto. Giorni dopo, Mystica e Sabretooth irrompono al Raft e liberano Lady Mastermind, reclutandola nel loro gruppo, il cui fine ultimo è arricchirsi sfruttando le capacità illusorie della Lady, così da farsi passare per gli X-Men originali e Wolverine; contemporaneamente Ciclope, Emma, Magneto e Magik arrivano alla JGS proponendo a chiunque lo desideri, di iscriversi alla Nuova Scuola Xavier: le Naiadi di Stepford e il giovane Angelo accettano l'invito, scatenando la reazione di amici e professori e facendo quasi scoppiare un nuovo scontro tra i due gruppi di X-Men, che viene evitato quando Emma e le sue figlie/cloni puniscono telepaticamente Jean, per aver provato a manipolare mentalmente Angelo, in modo da impedirgli di andarsene. Quella stessa sera, dopo che Shadowcat ha avvertito Jean che se continuerà con questo comportamento, li rispedirà nel passato, gli Uncanny Avengers fanno visita alla JGS.
- All-New X-Men VS Uncanny Avengers: I Vendicatori attaccano i giovani X-Men provenienti dal passato, credendo che siano stati loro a deffettuare alcune rapine, in realtà opera della Confraternita di Mystica. Chiarita la situazione, gli X-Men decidono di fermare questa nuova confraternita.
- Gli X-Men affrontano Mystica e l'HYDRA (aiutata dal nuovo Silver Samurai). Durante lo scontro, Lady Mastermind con il suo potere di illusione, rischia di far emergere la forza Fenice in Jean Grey, ma alla fine la Confraternita viene sconfitta; poco dopo il giovane Bestia e Jean si scambiano alcune effusioni.
- Battaglia dell'atomo
- Purificati: I purificatori attaccano X-23 che, dopo gli eventi di Avengers Arena ha perso temporaneamente la memoria. Gli X-Men del passato (che si sono nel frattempo uniti al gruppo di X-Men guidati da Ciclope adulto) riescono a salvarla, e lei si unisce a loro. Attaccano i Purificatori, ma vengono sconfitti dal loro leader, ossia il figlio di Wiliam Stryker, un mutante curato dall'AIM. Si riescono però a liberare e sconfiggono i Purificatori e gli agenti AIM che erano giunti sul luogo.
- Processo a Jean Grey: Qui Jen Grey viene rapita dal Gladiatore che intende processare per i crimini commessi da lei nel futuro. Per salvarla Gli X-Men si allereanno coi Guardiani della Galassia e coi Corsari, guidati dal padre di Ciclope, Cristopher Summers. Alla fine Jean verrà salvata e Ciclope si unirà ai Corsari.
- La Vendetta della Confraternita: X-23, nonostante l'insistenza di Angelo, vuole abbandonare la Nuova Scuola Xavier a causa della partenza del giovane Ciclope. Dopo Pico però torna alla scuola ferita. Quando Triage, un alunno della Nuova Scuola Xavier col potere di guarire le persone, le si avvicina, si scopre che in realtà la mutante è Raze, membro della Confraternita Del Futuro. Dopo aver aggredito Triage, Raze e i suoi compagni (Xavier II, Gigante di Ghiaccio e le versioni future di Bestia, Deadpool, Molly Hayes e Jean Grey/Xorn), che sfruttando un paradosso temporale hanno riportato in vita i loro membri morti (Bestia, Deadpool e Xorn), sconfiggono gli X-Men. Tuttavia X-23 torna alla scuola e sconfigge Xavier II. Sconfitto il loro capo, la Confraternit rivela che tutti loro (eccetto Raze) erano sotto controllo di Xavier. Mentre gli ex-membri della Confraternita tornano nel futuro, Xavier II e Raze vengono catturati dello S.H.I.E.L.D.
- Angeli e Demoni: Angelo e X-23 decidono di iniziare una relazione, sebbene lei sua molto ostica nei suoi confronti a causa dei veri traumi subiti, mentre Emma Frost e Jean Grey consolidano la loro amicizia, e la prima diventa mentore della seconda.
- Oltre lo Specchio: I nuovissimi X-Men individuano grazie a Cerebro una nuova mutante, Carmen. La ragazza però si spaventa, e per errore si teletrasporta con loro nella dimensione Ultimate. L'uomo Ghiaccio si ritrova ad Atlanta, dove viene attaccato sia dalla polizia locale che dai mostri dell'Ultimate Uomo Talpa, Bestia viene catturato dall'Ultimate Dottor Destino, mentre Angelo e X-23 incontrano Jimmy Houston, un mutante, e parlando con lui capisco di essere arrivati in un altro universo.

Jean Grey, con l'aiuto di Miles Morales e degli Ultimate X-Men (Tempesta, Rouge, Firestar, Uomo Ghiaccio e Kitty Pryde) trova i suoi compagni, e una volta rintracciata Carmen tornano nel loro universo.

## Formazione
| Numeri | Personaggi |
| ------ | --- |
| 1-11   | giovane Angelo, giovane Bestia, giovane Ciclope, giovane Jean Grey, giovane Uomo Ghiaccio, Shadowcat, Wolverine                                                    |
| 12-15  | giovane Bestia, giovane Ciclope, giovane Jean Grey, giovane Uomo Ghiaccio, Shadowcat, Wolverine                                                                    |
| 16-17  | Crossover "Battaglia dell'atomo" |
| 18-19  | giovane Angelo, giovane Bestia, giovane Ciclope, giovane Jean Grey, giovane Uomo Ghiaccio, Shadowcat, Magik                                                        |
| 20-24  | giovane Angelo, giovane Bestia, giovane Ciclope, giovane Jean Grey, giovane Uomo Ghiaccio, Shadowcat, X-23                                                         |
| 25     | Bestia (Marvel Comics) |
| 26-30  | giovane Angelo, giovane Bestia, Ciclope (Marvel Comics), Emma Frost, giovane Jean Grey, Naiadi di Stepford, giovane Uomo Ghiaccio, Shadowcat, Tempus, Triage, X-23 |
| 31-36  | giovane Angelo, giovane Bestia, giovane Jean Grey, Miles Morales, giovane Uomo Ghiaccio, X-23                                                                      |
| 37     | Emma Frost, giovane Jean Grey, Magik |
| 38-    | giovane Bestia, giovane Ciclope, giovane Jean Grey, Magik, giovane Uomo Ghiaccio, Shadowcat, X-23                                                                  |